# Giuseppe Mazzaglia (militare)
Giuseppe Mazzaglia (Catania, 1898 – Uolchefit, 4 luglio 1941) è stato un militare italiano, insignito della medaglia d'oro al valor militare alla memoria nel corso della seconda guerra mondiale.

## Biografia
Nacque a Catania nel 1898, figlio di Franco e Grazia Marino. Allievo del Collegio Militare della Nunziatella in Napoli, interruppe gli studi nel 1917 per arruolarsi nel Regio Esercito e prendere parte come volontario alla prima guerra mondiale in servizio nel 36º Reggimento artiglieria da campagna. Terminata la guerra, con il grado di tenente di complemento, rinunciò al grado e transitò nel 1919, nei ruoli del servizio permanente effettivo. Con il grado di sottotenente. Assegnato al 21º Reggimento artiglieria da campagna, venne promosso tenente nel giugno successivo. Prestò successivamente servizio presso il 24° e poi nel 26º Reggimento artiglieria da campagna e promosso capitano, nel gennaio 1928, al 9º Reggimento artiglieria da campagna. Trasferito a Verona, nel 1933, quattro anni dopo, nel gennaio 1937, partiva volontario per combattere nella guerra di Spagna al comando di una batteria di cannoni da 75/27. Decorato con due medaglie di bronzo al valor militare, ritornato in Patria nel 1938 e promosso maggiore, ottenne di essere trasferito in Africa Orientale Italiana, alla vigilia dell'entrata in guerra del Regno d'Italia, poi avvenuta il 10 giugno 1940. Si distinse nel corso della campagna dell'Africa Orientale Italiana, e cadde in combattimento a Uolchefit il 4 luglio 1941, venendo decorato con la medaglia d'oro al valor militare alla memoria.

### Fonti
1. 1 2 3 4 5 6  Combattenti Liberazione.
2. 1 2 3  Gruppo Medaglie d'Oro al Valor Militare 1965, p. 695.
3. ↑   Medaglia d'oro al valor militare, su quirinale.it, Quirinale. URL consultato l'11 luglio 2021.